# محمد بن يوسف السنوسي
الإمام أبو عبد الله السنوسي هو محمد بن يوسف بن عمر بن شعيب السنوسي ويلقب أيضاً بالحسني نسبة للحسن بن علي بن أبي طالب من جهة أم أبيه، وهو تلمساني أيضاً نسبة إلى بلدة تلمسان. وهو عالم تلمسان وصالحها وزاهدها وكبير علمائها ومن كبار المشهورين فيها، حتى قيل فيه «إنّ سمعته تغني عن التعريف به».

## مولده
لم يحدد تاريخ ولادته بشكل دقيق إلا أنه من المتفق عليه بين أغلب المؤرخين أنه ولد بعد سنة 830 للهجرة.

## مشايخه ودراسته
نشأ الإمام السنوسي خيراً مباركاً فاضلاً أخذ العلم عن جماعة منهم والده المذكور والشيخ العلامة نصر الزواوي والعلامة محمد بن توزت والسيد الشريف أو الحجاج يوسف بن أبي العباس بن محمد بن شريف الحسني، وقد أخذ عنه القراءات، وأخذ عن الإمام محمد بن العباس الأصول والمنطق، وعن الفقيه الجلاب الفقه، وعن غيرهم من أئمة وعلماء عصره، وكان آية في علمه وهديه وصلاحه وسيرته وتوقيه.

## مكانته العلمية وسيرته
له في العلوم الظاهرة أوفر نصيب، جمع من فروعها وأصولها السهم والتعصيب، كان لا يتحدث في فن إلا ظن سامعه أنه لا يحسن غيره سيما في علوم التوحيد والعلوم العقلية،
كان لا يقرأ في علوم الظاهر إلا خرج منه لعلوم الآخرة سيما التفسير والحديث وذلك لكثرة مراقبته لله تعالى كأنه يشاهد الآخرة. قال تلميذه الملالي: «سمعته يقول ليس من علوم الظاهر يورث معرفته تعالى ومراقبته إلا علم التوحيد وبه يفتح في فهم العلوم كلها وعلى قدر معرفته يزداد خوفه».
وكان حليماً كثير الصبر ربما يسمع ما يكره فيتعامى عنه ولا يؤثر فيه، بل يبتسم، وكان هذا شأنه في كل ما يغضبه. وقال الملالي: سمعته يقول: «ينبغي للإنسان أن يمشي برفق وينظر أمامه لئلا يقتل دابة في الأرض».

## وفاته
لما أحس السنوسي بمرض الموت انقطع عن المسجد ولازم فراشه حتى مات، ومرض عشرة أيام ولما احتضر لقنه ابن أخيه مرة بعد مرة فالتفت اٍليه وقال: «وهل ثم غيرها». وتوفي يوم الأحد 18 جمادى الآخرة سنة 895 للهجرة.

## كتبه ومؤلفاته

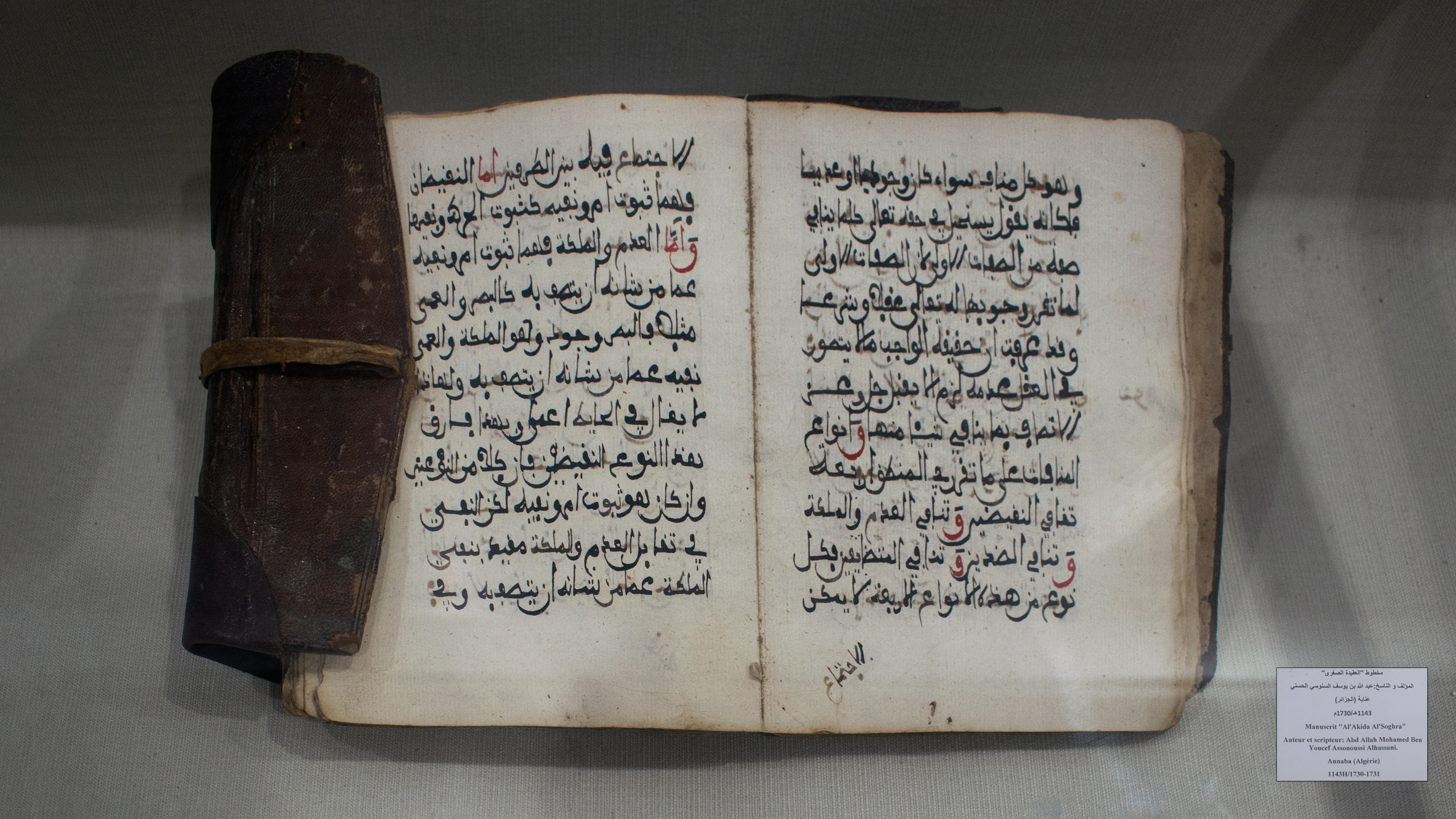
كتاب أم البراهين للإمام السنوسي مصنف مهم جداً في علم التوحيد - ويليها شرح أم البراهين لتلميذ السنوسي الشيخ محمد بن عمر بن إبراهيم الملالي التلمساني الذي شرح النص وأوضحه وجعل تناوله سهلاً.

- الشرح الكبير على الحوفية: ألفه وهو ابن تسعة عشر عاماً
- العقيدة الكبرى، مع شرحها: عمدة أهل التّوفيق والسّداد
- العقيدة الوسطى، وشرحها
- العقيدة الصغرى (أم البراهين)، وشرحها
- شرح الوغليسية
- توحيد أهل العرفان وتوحيد الله بالدليل والبرهان
- عقيدة صغرى الصّغرى
- المقدّمات
- شرح نظم الحوضي في العقائد
- رسالة: الدّهريّة، في العقيدة
- شرح مرشدة ابن تومرت
- المنهج السّديد في شرح كِفاية المريد
- مختصر حاشية التّفتازاني على الكشّاف
- مختصر في القراءات السّبع
- مكمل إكما الإكمال
- شرح جواهر العلوم للعضد
- اختصار كتاب الرّعاية لحقوق الله
- اختصار كتاب بغية السّالك إلى أشرف المسالك
- شرح مختصر ابن عرفة
- شرح ايساغوجي في المنطق
- مختصر الرّوض الأنف للسّهيلي في السّيرة
- شرح قصيدة الحباك في الاصطرلاب

## مواضيع ذات صلة
- المرجعية الدينية الجزائرية
- محمد بن عبد الرحمن الحوضي